# Група НЛМК
Група НЛМК (NLMK) — міжнародна сталеливарна компанія з російським корінням. Має активи в Росії, США та країнах Європи. Основний актив Групи — Новолипецький металургійний комбінат. До НЛМК входить три дивізіони: НЛМК-Росія, НЛМК-Європа та НЛМК-США. Це виробничі майданчики, що займаються видобутком сировини та випуском готової продукції.

## Власники
Станом початок 2022 року 79,3 % акцій перебували під контролем компанії Fletcher Group Holdings Limited (Кіпр), пов'язаної з найбагатшим бізнесменом Російської Федерації, головою ради директорів Групи НЛМК Володимиром Лісіним, 20,7 % акцій — у вільному обігу.
Станом на вересень 2022 року Володимир Лісін перебуває під санкціями Австралії. США, Велика Британія, Європейський союз, Канада та Україна не застосували щодо Лісіна та його компаній економічних обмежень.

## Діяльність
НЛМК виробляє чавун, холоднокатану, гарячекатану, оцинковану, динамічну, трансформаторну сталь та сталь із полімерним покриттям. НЛМК випускає близько 21 % всього російського виробництва сталі, 21 % — прокату, 55 % прокату з полімерним покриттям. НЛМК споживає щороку близько 14 млн тонн залізорудної сировини. 80 % поставок забезпечує Стойленський ГЗК — третій за величиною виробник ЗРС в Росії. Також НЛМК щорічно споживає близько 5,5 млн тонн коксівного вугілля.